# ¿Quién es el 11° Pasajero?
¿Quién es el 11° Pasajero? (11人いる！ Jūichinin Iru!?) es una serie de manga japonés de ciencia ficción escrito e ilustrado por Mōto Hagio. Fue serializado en tres capítulos en la revista Bessatsu Shōjo Comic de la editorial Shougakan en 1975. Al año siguiente ganó el veintiún premio Shogakukan en la categoría combinada de shōjo y shōnen. Ha inspirado una película para televisión, un anime, múltiples representaciones teatrales y un audiodrama en formato CD.

## Sinopsis
Los jóvenes cadetes espaciales son enviados en grupos de diez, a una nave espacial fuera de servicio como prueba final de su instrucción. Si pasan esta prueba, sus sueños de toda la vida de ser personas valoradas en sus respectivas sociedades se harán realidad. Sus órdenes son sobrevivir todo el tiempo que puedan con lo que tienen. Una vez que llegan a la nave, descubren que su tripulación cuenta con un undécimo miembro, y nadie puede recordar los reclutas seleccionados en origen lo suficientemente bien como para reconocer cuál de ellos es el polizón.
A medida que pasan los días, los once cadetes deben lidiar con sus sospechas entre ellos, así como con el conocimiento repentino de que la nave espacial se encuentra en una órbita en descomposición alrededor de una estrella, lo que está causando que la temperatura de la nave aumente. Con este aumento de la temperatura, una enfermedad comienza a extenderse entre la tripulación mientras trabajan para estabilizar su órbita y determinar quién de ellos es el espía.

## Medios de comunicación

### Manga
¿Quién es el 11° Pasajero? se serializó en los números de septiembre, octubre y noviembre de la revista Bessatsu Shōjo Comic de Shogakukan en 1975. Shogakukan recopiló los capítulos individuales, junto con tres cuentos no relacionados de Hagio, en un solo volumen bunkoban publicado el 20 de julio de 1976. Desde entonces, Shogakukan ha reeditado la obra varias veces: en 1978, 1986, 1994, 2007, y 2019. ¿Quién es el 11° Pasajero? está publicado en español por Ediciones Tomodomo.

#### Continuación
El manga tuvo una secuela titulada ¿Quién es el 11° Pasajero?: El Horizonte del Este, La Eternidad del Oeste (続・11人いる！東の地平・西の永遠 Zoku Jūichinin Iru! Higashi no Chihei, Nishi no Towa?) en la revista Bessatsu Shōjo Comic en 1976 y 1977. Shogakukan recopiló los capítulos individuales en un solo volumen bunkoban publicado el 20 de agosto de 1977. Desde entonces Shogakukan ha reeditado la obra varias veces: primero en 1978, y luego en ediciones recopiladas publicadas en 1986, 1994, 2007, y 2019.

### Película
El 2 de enero de 1977 se retransmitió en Japón una adaptación cinematográfica del manga para televisión de 45 minutos, como parte de la serie dramática Shōnen de la NHK . El guion de la película fue escrito por Mamoru Sasaki . Fue protagonizada por Taizō Sayama como Tada y Haruka Yamashiro de Takarazuka Revue como Frol.

### Anime
Una adaptación cinematográfica de anime de 91 minutos del manga se estrenó en Japón el 1 de noviembre de 1986.

### Obras de teatro
¿Quién es el 11° Pasajero? se ha adaptado a varias obras de teatro en Japón. La primera, interpretada por el grupo de actores masculino de la compañía Axel, se desarrolló entre junio y julio de 2004; el segundo, realizado por también por Axel, se desarrolló entre diciembre de 2008 y enero de 2009; el tercero, realizado por el grupo de actores masculino de Studio Life, se desarrolló entre febrero y marzo de 2011; el cuarto, realizado por también por Studio Life, estuvo en cartel a lo largo de enero de 2013; y el quinto, realizado de nuevo por Studio Life, se desarrolló de mayo a junio de 2019.
La secuela de la serie de manga también se ha adaptado a dos obras de teatro en Japón: una realizada por Studio Life, que se desarrolló de febrero a abril de 2013, y otra realizada por el grupo femenino ídol Morning Musume '16, que se desarrolló a lo largo de junio de 2016.

### Audiodrama
El sello de CD de E-Star produjo una adaptación de audiodrama del manga y se lanzó en Japón el 25 de septiembre de 2013. Fue protagonizada por Atsushi Abe como Tada, Kazutomi Yamamoto como Frol, Kōsuke Toriumi como el rey Mayan Baceska y Daisuke Kishio como Doricas Soldam IV.